# Provincia de Tumbes
La provincia de Tumbes es una de las tres que conforman el departamento de Tumbes en el norte del Perú. Limita por el norte con la provincia de Zarumilla, por el este con Ecuador y la provincia de Sullana, y por el oeste con la provincia de Contralmirante Villar y el golfo de Guayaquil (océano Pacífico). Y pertenece a la Macrorregión Norte del Perú.

## Historia
La antigua provincia de Tumbes se desmembró de la provincia de Paita. Fue elevada en 1942 a la categoría de departamento como reconocimiento a su apoyo a las fuerzas armadas peruanas frente a los ecuatorianos luego de la batalla de Zarumilla (julio de 1941), que, con la consiguiente firma del Acta de Talara, antecesora del Protocolo de Río de Janeiro, puso fin a la guerra. En esas instancias, la antigua provincia fue dividida en las tres provincias actuales incluyendo a la provincia de Tumbes con sus actuales dimensiones.

## División administrativa
La provincia está dividida en seis distritos:
| Ubigeo | Distrito              | Población (2020) |
| ------ | --------------------- | ---------------- |
| 240101 | Tumbes                | 113 458          |
| 240102 | Corrales              | 25 679           |
| 240103 | La Cruz               | 10 679           |
| 240104 | Pampas de Hospital    | 7578             |
| 240105 | San Jacinto           | 9035             |
| 240106 | San Juan de la Virgen | 4927             |
| Total  | Total                 | 171 356          |

## Demografía

### Población
Según el censo de 2017, la provincia tiene una población de 154 962 habs. y un estimado al 2020 de 171 356 habs.

### Religión
Según datos del censo de 2007, el 84 % de la población de la provincia es católica, el 12 % es miembro de alguna iglesia evangélica, el 2 % manifiesta no profesar ninguna religión, mientras que el 2 % dice profesar alguna otra creencia.
El representante de la Iglesia católica en esta provincia es el vicario general de Tumbes, Pbro. Pedro Talledo Nizama Desde el punto de vista jerárquico de la Iglesia católica, forma parte de la Vicaría foránes de Tumbes, de la arquidiócesis de Piura.

## Autoridades

### Regionales
- Consejeros regionales
  - 2019-2022[4]

  1. Antonio Manuel Espinoza Soriano (Movimiento de Inclusión Regional)
  2. George Govver Díaz Cruz (Movimiento Independiente Regional Faena)
  3. Johnson Alexis Santamaría Pupuche (Movimiento Independiente Regional Faena)
  4. Ruddy Fiestas Girón (Partido Democracia Directa)

### Municipales
- 2019-2022[5]
  - Alcalde: Carlos Jimy Silva Mena, del movimiento independiente Renovación Tumbesina.
  - Regidores:

  1. José Manuel Gálvez Herrera (movimiento independiente Renovación Tumbesina)
  2. Denis Rodríguez Mendoza (movimiento independiente Renovación Tumbesina)
  3. Katherine Valdez Zapata (movimiento independiente Renovación Tumbesina)
  4. Fredy Rosales Reto (movimiento independiente Renovación Tumbesina)
  5. Aldo Jorge Clavijo Campos (movimiento independiente Renovación Tumbesina)
  6. Rebeca Delgado Ramírez (movimiento independiente Renovación Tumbesina)
  7. Sandra Purizaga García (movimiento independiente Renovación Tumbesina)
  8. Robert Serge Dolmos Peña (Partido Unión por el Perú)
  9. José Ramos Castro García (Partido Unión por el Perú)
  10. José Eduardo Palomino García (Alianza para el Progreso)
  11. Miguel Calle Castillo ( movimiento independiente Reconstrucción con Obras más Obras para un Tumbes bello.)

### Policiales
- Comisario: Mayor PNP

## Festividades
- Día de la Pesca (5 de marzo)
- Día del Izamiento de las 21 Banderas (15 de octubre)